# Анджапаридзе, Мери Ивлиановна
Ме́ри Ивлиа́новна Анджапари́дзе (груз. მერი ანჯაფარიძე; 1904—1980) — советский кинорежиссёр, лауреат Сталинской премии первой степени (1950), мать актёра и режиссёра Георгия Данелии (1930—2019).

## Биография
Родилась 10 (28) октября 1904 года в Кутаисе (ныне — Кутаиси, Грузия), в семье нотариуса. С детства воспитывалась в творческой атмосфере. В 1928 году окончила экономический факультет Национального университета в Тифлисе (ныне Тбилиси, Грузия). Работала экономистом.
Вышла замуж за Николая Данелию, 25 августа 1930 года родился сын Георгий. В 1932 году семья переехала в Москву, где Николай стал работать в Мосметрострое бригадиром.
С 1938 года ассистент режиссёра и режиссёр Тбилисской киностудии, затем - киностудии «Мосфильм». Кроме фильмов, работала над выпусками киножурнала «Фитиль».
Скончалась 16 июля 1980 года в Москве. Похоронена на Кунцевском кладбище Москвы.

### Семья
- Сестра — Верико Анджапаридзе (1897—1987), актриса театра и кино;
- Муж — Николай Данелия (1902—1981), военнослужащий, инженер-строитель Метростроя СССР[1];
- Сын — Георгий Данелия (1930—2019), кинорежиссёр.

## Фильмография
Режиссёр
- 1946 — Клятва (второй режиссёр)
- 1949 — Падение Берлина (совм. с Михаилом Чиаурели)
- 1959 — Три рассказа Чехова (новелла «Анюта»)
- 1959 — Хождение по мукам. Хмурое утро (второй режиссёр)
- 1961 — В пути
- 1963 — Слуша-ай!..
- 1963 — Влип (в киноальманахе «Большой фитиль») (короткометражный)

Сценарист
- 1959 — Анюта (в киноальманахе «Три рассказа Чехова»)

## Награды и премии
- Орден «Знак Почёта» (6 марта 1950 года) — за выдающиеся заслуги в развитии советской кинематографии, в связи с 30-летием[3]
- Сталинская премия первой степени (1950) — за работу в качестве сорежиссёра над кинокартиной «Падение Берлина» (1949)